# Аквевиве (Изернија)
Аквевиве (итал. Acquevive) је насеље у Италији у округу Изернија, региону Молизе.
Према процени из 2011. у насељу је живело 126 становника. Насеље се налази на надморској висини од 831 м.